# Cetiosauriscus stewarti
Cetiosauriscus stewarti («lagarto parecido a una ballena de Sir Ronald Stewart») es la única especie conocida de Cetiosauriscus, un género extinto de dinosaurios saurópodos eusauropoda que vivieron a mediados del período Jurásico, hace aproximadamente 162 millones de años, en el Calloviense, en lo que es hoy Europa. Cetiosauriscus fue un dinosaurio herbívoro gigante de largo cuello y larga cola. Medía unos 15 metros de largo, pesaba unas 9 toneladas y vivió en la Inglaterra del Jurásico medio. Por aquel entonces, tanto Inglaterra como Europa hacían parte de un archipiélago de islas más numerosas que las actuales islas británicas. En las islas europeas de aquella época, los grandes dinosaurios del tamaño de Cetiosauriscus eran poco comunes. El Cetiosauriscus era una de las presas de los grandes depredadores de entonces, como Megalosaurus y Eustreptospondylus. Anteriormente varias especies ya habían sido atribuidas a Cetiosauriscus, pero cuando se revisó el género éstas fueron reubicadas ya que la especie tipo es C. stewarti (Charig, 1980). Otras especies atribuidas a Cetiosauriscus, todas ellas dudosas, fueron:
- C. glymptonensis (Phillips, 1871), hoy considerada un Diplodocoidea incertae sedis[4]
- C. greppini (Huene, 1922), incluida en Ornithopsis greppini[5]
- C. longus (Owen, 1842), considerada hoy como un Sauropoda incertae sedis[6]
- C. leedsi, un Eusauropoda incertae sedis, especie incluida en Ornithopsis leedsi[7]